# Ишеевка (Пензенская область)
Ишеевка — посёлок в Белинском районе Пензенской области России. Входит в состав Балкашинского сельсовета.

## География
Расположен в 7 км к востоку от села Балкашино, на р. Большой Чембар.

## Население
| 2010 |
| ---- |
| 7    |

## История
Основан в конце 19 в. Входил в состав Балкашинской волости Чембарского уезда. После революции в составе Среднереченского, после 1950-х Балкашинского сельсоветов. Бригада колхоза имени Ленина.